# عقد بطرف واحد
عقد بطرف واحد، (الجمع: عقود بطرف) هو مستند قانوني ملزم فقط لشخص واحد أو عدة أشخاص يعملون معًا للتعبير عن هدف ما. بالمعنى الدقيق للكلمة ليس عقدًا لأنه يُلزم طرفًا واحدًا فقط ويعبر عن النية بدلاً من الوعد.

## تم استخدامه لتغيير الاسم
الاستخدام الأكثر شيوعًا هو لهدف تغيير الاسم من خلال صك تغيير الاسم (يشار إليه بعقد من طرف واحد). يتم استخدام العقد بطرف واحد لهذا الغرض في دول مثل المملكة المتحدة، أيرلندا، هونغ كونغ، وسنغافورة. في المملكة المتحدة، يمكن أيضًا استخدام العقد بطرف واحد لتغيير اسم الطفل، طالما أن الشخص المسؤول عن الطفل موافق ولا يوجد اعتراض من ناحية الطفل. يقوم والدا الطفل بتنفيذ الاستطلاع نيابة عن الطفل. في بعض الولايات القضائية الأخرى، قد يبدأ الشخص ببساطة في استخدام اسم جديد دون أي إجراء قانوني رسمي. المتطلبات المعتادة هي أنه يجب استخدام الاسم الجديد حصريًا وألا يتم إجراء التغيير بقصد الاحتيال. في القانون الإنجليزي، يجب على الشخص إخطار كل دائن بتغيير الاسم عن طريق الاقتراع.
في أستراليا، قبل 1 تشرين الثاني (نوفمبر) 2000،  تم تغيير الاسم سابقًا عن طريق العقد بطرف واحد ولكن الآن يتم ذلك عن طريق استكمال نموذج تغيير الاسم.

## استخدامات أخرى
الاستخدام الشائع الآخر هو تقسيم الأرض يشيع استخدام هذا الشكل من العقود بطرف واحد في هونغ كونغ.
يمكن أيضًا استخدام العقد بطرف واحد (في إنجلترا وويلز) لرجال الدين في كنيسة إنجلترا للتخلي عن أوامرهم المقدسة. [بحاجة لمصدر]
السندات والتوكيلات والوصايا هي أيضًا أمثلة جيدة للعقد بطرف واحد حيث يتم إجراؤها بواسطة المانح وحده.[بحاجة لمصدر]
مصطلح «العقد»، المعروف أيضًا في هذا السياق باسم «التخصص»، شائع في التعهدات المكتوبة الموقعة الغير المدعومة بمقابل: الختم (حتى لو لم يكن ختمًا شمعيًا حرفيًا ولكن فقط ختمًا افتراضيًا يشار إليه في صيغة التنفيذ، «موقعة ومختومة وتسليم»، أو حتى مجرد «تم تنفيذها كعمل») تعتبر الاعتبار الضروري لدعم الالتزام. «طرف» مصطلح قانوني قديم يشير إلى المستندات ذات الحواف المستقيمة؛ ميزت هذه المستندات صكًا ملزمًا لشخص واحد فقط من واحد يؤثر على أكثر من شخص واحد («التعجيل»، سمي هكذا خلال الوقت الذي يتم فيه كتابة هذه الاتفاقيات بشكل متكرر على ورقة واحدة، ثم يتم فصل النسخ عن طريق تمزيقها أو قطعها بشكل غير منتظم، أي «مسافة بادئة»، بحيث يكون لدى كل طرف مستند به دموع مقابلة، لتثبيط التزوير).

## روابط خارجية
- قم بتغيير اسمك عن طريق الاستطلاع - نصيحة حكومة المملكة المتحدة
- تسجيل السندات والوثائق الأخرى نسخة محفوظة 13 أكتوبر 2012 على موقع واي باك مشين. في موقع وزارة العدل البريطانية